# Vela-Projekt

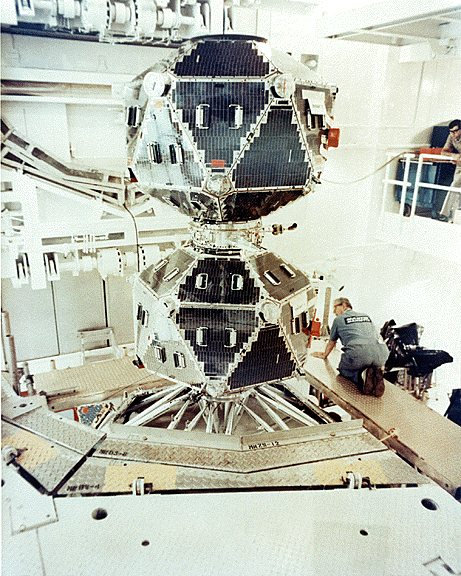
Die Vela-5A (oben) und Vela-5B (unten) Satelliten vor ihrem Start.

Das Vela-Projekt war ein Projekt der USA. Es entwickelte und realisierte Methoden, mit denen die USA weltweit beobachten konnten, ob das im Jahr 1963 abgeschlossene Moskauer Atomteststoppabkommen eingehalten wurde. Dieses Abkommen hatten die USA, die UdSSR und Großbritannien abgeschlossen; später hatten auch andere Länder es unterzeichnet. 
Die Entwicklung wurde hauptsächlich durch die Defense Advanced Research Projects Agency durchgeführt und von der US Air Force überwacht. Das Vela-Projekt bestand aus den drei Elementen Uniform, Sierra und Hotel (stellvertretend für die drei Buchstaben U, S und H, bezeichnet nach der englischsprachigen Buchstabiertafel).
Die Vela-Satelliten waren eine Serie von Überwachungssatelliten, die oberirdische Atombombentests anhand der von solchen Tests ausgesandten Gammastrahlung vom Weltall aus auf der gesamten Erde feststellen konnten. 

## Vela Uniform
Vela Uniform überwachte seismologische Signale, um unterirdische Kernwaffentests zu erkennen. Zu diesem Zweck waren viele Experten aus der Wissenschaft involviert. Die United States Atomic Energy Commission leitete das Projekt. Im Rahmen von Vela Uniform wurden sieben Serien von Kernwaffentests durchgeführt.
| Testname     | Datum             | Testort                 | Serie     |
| ------------ | ----------------- | ----------------------- | --------- |
| Shoal        | 26. Oktober 1963  | Sand Springs Range      | Niblick   |
| Salmon       | 22. Oktober 1964  | Salmon Site             | Whetstone |
| Long Shot    | 29. Oktober 1965  | Amchitka Island, Alaska | Flintlock |
| Sterling     | 23. Dezember 1966 | Salmon Site             | Latchkey  |
| Scroll       | 23. April 1968    | Nevada Test Site        | Crosstie  |
| Diamond Dust | 12. Mai 1970      | Nevada Test Site        | Mandrel   |
| Diamond Mine | 1. Juli 1971      | Nevada Test Site        | Grommet   |

## Vela Hotel
Die Vela-Satelliten waren eine Serie von Überwachungssatelliten; sie sollten oberirdische  Atombombentests anhand der von ihnen ausgesandten Gammastrahlung vom Weltall aus (lückenlos auf der gesamten Erde) feststellen. Überraschenderweise brachten sie der Gammaastronomie neue Impulse, indem sie die Gammablitze aus den Tiefen des Weltalls entdeckten.
Ihren Hauptzweck, die Überprüfung des Stopps oberirdischer Kernwaffentests durch die Unterzeichnerstaaten, erfüllten diese Satelliten mit Erfolg. Die Unterzeichner des Abkommens hielten sich tatsächlich daran, wenngleich die nichtunterzeichnenden Staaten Frankreich und die Volksrepublik China noch längere Zeit oberirdische Tests durchführten. Nur ein einziger Vorfall der von den Vela-Satelliten registrierten Atombombenexplosionen ist bis heute umstritten: Der sogenannte Vela-Zwischenfall am 22. September 1979 im Südatlantik vor Südafrika, bei dem einer der mittlerweile nicht mehr vollständig funktionsfähigen Satelliten die Explosion einer kleinen Atombombe registrierte. Bis heute ist unklar, ob dieser Test je stattfand. Angeblich gab es trotz sofortiger intensiver Nachforschungen der USA in der vermuteten Region keine signifikanten Anzeichen eines oberirdischen Atomwaffentests. 